# Премия Читателя
Премия Читателя — литературная премия, присуждаемая авторам, пишущим на русском языке. Учреждена в 2015 году Российской государственной библиотекой для молодежи при поддержке Министерства культуры РФ и Российской библиотечной ассоциации. Автор концепции и координатор премии — Евгений Харитонов.
Вручается автору лучшей русскоязычной книги за прошлый год по результатам анализа читательских спросов в библиотеках страны, портала ЛитРес  и голосования Жюри, состоящего из читателей российских библиотек 18-35 лет. С 2021 года премия вручается в двух номинациях: "Художественная проза" и "Документальная проза (Non-fiction)"

## Лауреаты
- 2016 год: Вадим Панов за цикл романов «Герметикон»
- 2017 год: Гузель Яхина за роман «Зулейха открывает глаза»
- 2018 год: Алексей Слаповский за роман «Неизвестность. Роман века»[2]
- 2019 год: Виктор Пелевин за роман «Тайные виды на гору Фудзи»[3].
- 2020 год: Андрей Рубанов за роман «Финист - ясный сокол»
- 2021 год: Максим Замшев за роман «Концертмейстер»
- 2021 год: Павел Басинский, Екатерина Барбаняга за роман-диалог «Соня, уйди! Софья Толстая: взгляд мужчины и женщины»
- 2022 год: Сергей Лукьяненко за роман «Семь дней до Мегиддо»
- 2022 год: Сергей Шаргунов за книгу «Саров. Два подвига»
- 2023 год: Сергей Лукьяненко за роман «Месяц за Рубиконом»
- 2023 год: Елена Белова за книгу «Автостопом по мозгу. Когда вся вселенная у тебя в голове»
- 2024 год: Виктор Дашкевич за книгу «Граф Аверин. Колдун Российской империи»
- 2024 год: Светлана Гурьянова за книгу «В начале было кофе. Лингвомифы, речевые ошибки и другие поводы поломать копья в спорах о русском языке»